# Hong Seok-cheon
Dans ce nom coréen, le nom de famille, Hong, précède le nom personnel.
Hong Seok Cheon (coréen: 홍석천) est un acteur, restaurateur et homme politique sud-coréen né le 3 février 1971 à Cheongyang. Ancien mannequin et animateur de télévision, il a été écarté de l'industrie du divertissement à la suite de son coming-out en 2000 qui avait déclenché une controverse en Corée du Sud, Seok Cheon était alors la première célébrité sud-coréenne à dévoiler son homosexualité publiquement.

## Carrière
Hong Seok-cheon est né dans le comté de Cheongyang dans la province du Chungcheong du Sud. Il a commencé sa carrière dans le divertissement en tant que mannequin et a fait ses débuts à l'écran en 1994 en tant que journaliste pour « Live TV Information Centre ». En 1995, il remporte le prix de bronze du festival de comédiens dans KBS (pour les étudiants). En raison de sa polyvalence et de sa timidité comique, Hong a entamé une carrière prolifique à la télévision sud-coréenne, apparaissant dans des émissions pour enfants et variétés, ainsi que dans les sitcoms et les dramas.

## Cinématographie

### Films̩
| Année | Film              | Titre original          | Rôle                            | Apparition      |
| ----- | ----------------- | ----------------------- | ------------------------------- | --------------- |
| 2006  | Puzzle            | 두뇌유희 프로젝트, 퍼즐 | Noh                             | Rôle principal  |
| 2012  | Runway Cop        | 차형사                  | Le directeur du défilé          | Rôle secondaire |
| 2014  | Fashion King      | 패션왕                  | Le présentateur Seok Cheon      | Caméo           |
| 2015  | Love Forecast     | 오늘의 연애             | Le propriétaire d'un restaurant | Caméo           |
| 2015  | Love Clinic       | 연애의 맛               | Le psychiatre                   | Caméo           |
| 2021  | Mission: Possible | 미션 파서블             | Lui-même                        | Caméo           |

### Dramas
| Année | Saison     | Drama                           | Titre original                            | Rôle                                      | Apparition(s)   | Chaîne    |
| ----- | ---------- | ------------------------------- | ----------------------------------------- | ----------------------------------------- | --------------- | --------- |
| 2005  | Hiver      | Sad Love Song                   | 슬픈연가                                  | Charlie                                   | Rôle secondaire | MBC       |
| 2008  | Pringtemps | Life Special Investigation Team | 라이프 특별조사팀                         | Monsieur Hong                             | Rôle secondaire | MBC       |
| 2009  | Été        | Swallow The Sun                 | 태양을 삼켜라                             | Jimmy                                     | Rôle secondaire | SBS       |
| 2009  | Été        | Assorted Germs                  | 보석비빔밥                                | Le directeur Hong                         | Rôle secondaire | MBC       |
| 2011  | Automne    | Saving Mrs. Go Bong Shil        | 고봉실 아줌마 구하기 / 고봉실 여사 구하기 | Seok Cheon                                | Rôle secondaire | TV Chosun |
| 2012  | Hiver      | Dummy Mommy                     | 바보 엄마                                 | Le coiffeur (ep 9)                        | Caméo           | SBS       |
| 2012  | Été        | Vampire Prosecutor 2            | 뱀파이어 검사 2                           | Gabriel Jang (ep 7)                       | Caméo           | OCN       |
| 2013  | Automne    | Reply 1994                      | 응답하라 1994                             | Seok Cheon, le cadet du ROTC (ep 2)       | Caméo           | tvN       |
| 2014  | Printemps  | Everybody, Kimchiǃ              | 모두 다 김치                              | Le directeur du magasin de robe de mariée | Caméo           | MBC       |
| 2014  | Printemps  | Triangle                        | 트라이앵글                                | Man Kang                                  | Rôle secondaire | MBC       |
| 2014  | Été        | My Secret Hotel                 | 마이 시크릿 호텔                          | Le chef Andre Hong                        | Rôle secondaire | tvN       |
| 2015  | Pringtemps | Masked Prosecutor               | 복면검사                                  | Le détective Pi Seong Ho                  | Rôle secondaire | KBS 2     |
| 2015  | Été        | The Time We Were Not In Love    | 너를 사랑한 시간                          | Un passager                               | Caméo           | SBS       |
| 2015  | Été        | Late Night Restaurant           | 심야식당                                  | Le propriétaire du bar (ep 20)            | Caméo           | SBS       |
| 2015  | Automne    | Because It's Te First Time      | 처음이라서                                | Le gérant du café (ep 1)                  | Caméo           | OnStyle   |
| 2015  | Automne    | Ridersː CatchTomorrow           | 라이더스: 내일을 잡아라                   | Le propriétaire du café (ep 1, 2)         | Caméo           | DRAMAcube |
| 2017  | Hiver      | Saimdang, Light's Diary         | 사임당, 빛의 일기                         | Mong Ryong                                | Rôle Secondaire | SBS       |
| 2018  | Automne    | The Player                      | 플레이어 / 허슬                           | Le superviseur de test routier (ep 1)     | Caméo           | OCN       |